# Оїта Коїті
Коїті Оїта (яп. 種田 孝一, нар. 9 квітня 1914, Токіо — пом. 14 вересня 1996, Токіо) — японський футболіст, що грав на позиції півзахисника. По завершенні ігрової кар'єри — футбольний тренер.

## Клубна кар'єра
Грав за університетську команду Токійського університету.

## Виступи за збірну
У 1936 році провів дві гри у складі національної збірної Японії. Був учасником футбольного турніру на Олімпійських іграх 1936 року.

## Кар'єра тренера
Розпочав тренерську кар'єру 1947 року, очоливши тренерський штаб клубу «Сумітомо Металс», який і тренував до 1956 року. Досвід тренерської роботи обмежується цим клубом. В подальшому працював у клубі на функціонерських посадах.
Помер 14 вересня 1996 року від гострої серцевої недостатності на 83-му році життя.